# Reeds Spring
Reeds Spring és una població dels Estats Units a l'estat de Missouri. Segons el cens del 2000 tenia 465 habitants.

## Demografia
Segons el cens del 2000, Reeds Spring tenia 465 habitants, 197 habitatges, i 123 famílies. La densitat de població era de 285 habitants per km².
Dels 197 habitatges en un 28,9% hi vivien nens de menys de 18 anys, en un 50,8% hi vivien parelles casades, en un 8,1% dones solteres, i en un 37,1% no eren unitats familiars. En el 31% dels habitatges hi vivien persones soles el 16,2% de les quals corresponia a persones de 65 anys o més que vivien soles. El nombre mitjà de persones vivint en cada habitatge era de 2,36 i el nombre mitjà de persones que vivien en cada família era de 2,93.
Per edats la població es repartia de la següent manera: un 26,2% tenia menys de 18 anys, un 7,3% entre 18 i 24, un 29,5% entre 25 i 44, un 22,4% de 45 a 60 i un 14,6% 65 anys o més.
L'edat mediana era de 36 anys. Per cada 100 dones de 18 o més anys hi havia 88,5 homes.
La renda mediana per habitatge era de 25.982 $ i la renda mediana per família de 29.896 $. Els homes tenien una renda mediana de 25.000 $ mentre que les dones 18.125 $. La renda per capita de la població era de 13.103 $. Entorn del 9,9% de les famílies i el 18,4% de la població estaven per davall del llindar de pobresa.

## Poblacions més properes
El següent diagrama mostra les poblacions més properes.